# Julián Ariza

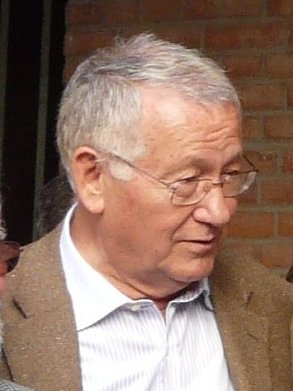
Julián Ariza Rico, 2008

Julián Ariza Rico (* 15. August 1934 in Madrid) ist ein spanischer Gewerkschafter, Politiker und Mitbegründer der Gewerkschaft Comisiones Obreras.

## Leben
Juliáns Vater war wie der Großvater Klempner, seine Mutter Hausfrau, zeitweilig auch Hausangestellte. Sein Elternhaus stand im Madrider Arbeitervorort Usera. Das im Spanischen Bürgerkrieg fast völlig zerstörte Haus wurde von seinem Vater und einigen Helfer wiederaufgebaut und diente Julián Ariza bis in sein achtzigstes Lebensjahr als Domizil. In seiner Jugend spielte er in den Schützengräben der Umgebung.

## Schaffen
Mit zwölf Jahren fing er an, in einer Apotheke als Hilfskraft zu arbeiten, dann ab 15 in der Cooperativa Farmaceutica Espanola (COFARES). Schon bei COFARES wurde er zum Betriebsdelegierten der staatlichen Syndikats gewählt.
1955 folgte der sechzehnmonatige Militärdienst in Alcalá de Henares. Während dieser Zeit bereitete er sich auf eine Eingangsprüfung als Zeichner vor und lernte einen anderen Aspekt der sozialen Wirklichkeit kennen: Von 14 Rekruten waren 8 Analphabeten.
Ariza sah in ständiger Fortbildung die einzige Möglichkeit, den Minderwertigkeitskomplex aufgrund seiner kurzen Schulausbildung zu überwinden und bessere Arbeitsplätze zu bekommen. Nachdem er bei Perkins Hispania nach einer bestandenen Aufnahmeprüfung angestellt wurde, begann er sofort eine fünfjährige Ausbildung zum Industriemeister im Bereich Technisches Zeichnen. Noch vor dem Ende der Ausbildung wurde er zum Vorsitzenden des Berufsverbandes der Industriemeister gewählt. 
Durch seinen Schwager, der ihn bei seiner Fortbildung unterstützte, lernte er auch Marcelino Camacho kennen. Zusammen mit ihm war er einer der Gründer der Comisiones Obreras, hauptsächlich gefördert von der PCE, der er seit 1963 angehörte.
Ariza selbst sieht Marcelino Camacho als die Person an, die die Entscheidung zur Schaffung einer stetigen Organisation der Comisiones Obreras auf Wunsch der PCE traf und an konkreten Beispielen in die Praxis umsetzte. Seine Rolle definiert er eher in der eines Beifahrers, allerdings weisen andere auf eine herausgehobene Bedeutung Arizas hin.
Neben seiner organisatorischen Arbeit für die Comisiones Obreras schrieb er auch für so angesehene Blätter wie die  Cuadernos para el Diálogo (Hefte für den Dialog), ab Oktober 1963 herausgegeben vom oppositionellen Christdemokraten Joaquín Ruiz-Giménez, aber auch Artikel in Joventud Obrera, Triunfo und El Ciervo. Das ließ für damalige Zeitgenossen den Eindruck entstehen, dass er einer der führenden Ideologen und Führer der illegalen Gewerkschaftsbewegung der Comisiones Obreras war. Er gehörte auch zu den Herausgebern der Cuadernos para el Diálogo (Hefte für den Dialog).

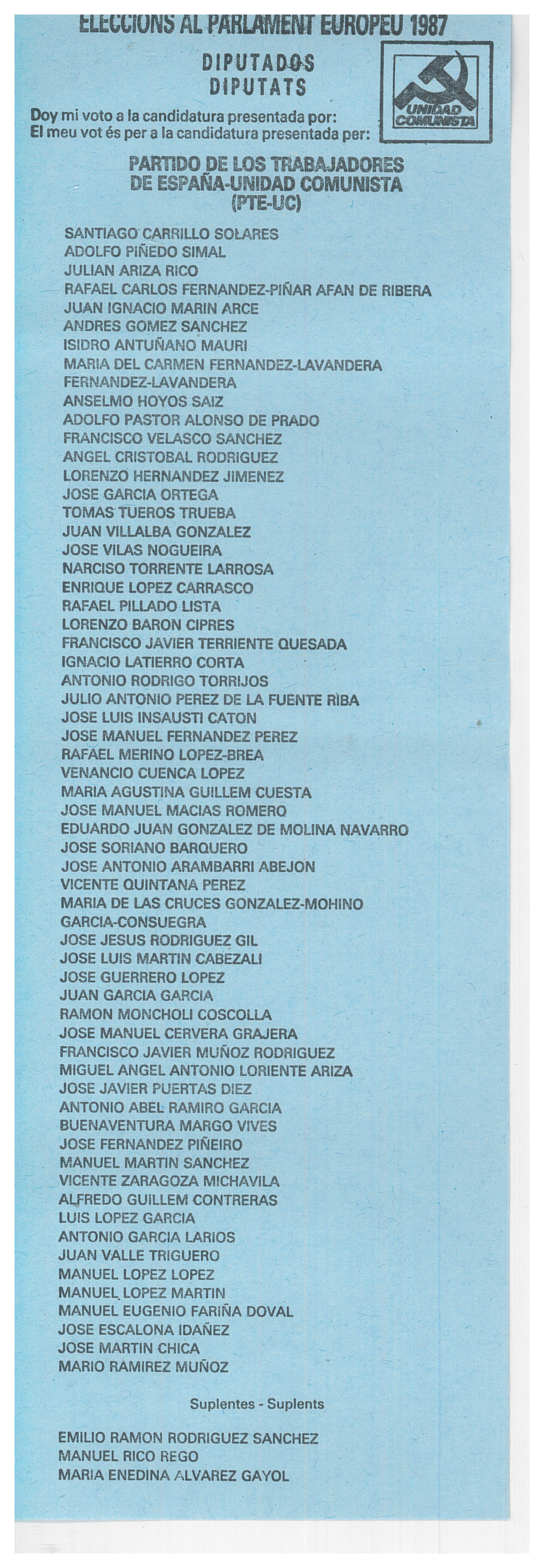
Wahlzettel der PTE-UC mit Ariza und Carrillo, Europawahl 1987

Angehörige der Comisiones Obreras waren immer von Verhaftung und Gefängnis bedroht, so auch Julián Ariza Rico. Er verbüßte Strafen von 1967 bis 1971 in Carabanchel und Segovia.
Julián Ariza gehörte in der Zeit der Transition (Transicion) auch zu den führenden Akteuren, die auf eine Demokratisierung drängten. Neben einer von den Comisiones getragenen regelrechten Streikwelle nach dem Tod des Diktators Franco, die den Druck auf das schlingernde Regime entscheidend erhöhte, wurde er auch während der Haftzeit von Marcelino Camacho Mitglied im Ständigen Ausschuss der Demokratischen Junta Spaniens (Junta Democrática de España), die den politischen Kampf für die demokratische Umgestaltung führen sollte.
Auf dem nominellen Gründungskongress der Comisiones im Juli 1976 in Barcelona gehörte er zu den Fürsprechern einer Umwandlung zur Gewerkschaft. Nachdem die Unión General de Trabajadores (UGT) offiziell tagen konnte, setzte dies die Comisiones unter Druck, um keinen Rückstand gegenüber der UGT zu erleiden. Dieses Modell bedeutete aber die offizielle Teilung der Gewerkschaftsbewegung. Man befürchtete eine Schwächung der Arbeiterbewegung. Trotzdem blieb nach dem Vorstoß der sozialistischen UGT nichts anderes übrig, als die eigene Gewerkschaft legal zu gründen.
Auf der Sitzung des Zentralkomitees der PCE in Rom im Juli 1976 wurde Julián Ariza zum Mitglied gewählt.
Julián Ariza, ein Vertreter des Eurokommunismus des Santiago Carrillo, wurde 1985 aus der PCE ausgeschlossen, zusammen mit dem von Carrillo geführten Sektor, der darauf die Partei der Arbeiter Spaniens - Kommunistische Einheit (Partido de los Trabajadores de España-Unidad Comunista) gründete, bis 1991 die eurokommunistische Formation in die PSOE integriert wurde. In der Leitung der Comisiones Obreras führte Julián Ariza in dieser Zeit die Minderheit der Carrillo-Anhänger an.
Er war von 1997 bis Dezember 2021 für die Comisiones Obreras Mitglied und Vizepräsident des Wirtschafts- und Sozialrats von Spanien.
Gründungspräsident der Stiftung  Fundación 1.º de Mayo der Comisiones Obreras.

## Auszeichnungen
- Ritter der Ehrenlegion, Chevalier légion d‘honneur 2007 Ritter der Ehrenlegion (Frankreich)[16]
- 1997 Goldmedaille für Verdienste in der Arbeitswelt (Medalla de Oro al Mérito en el Trabajo), Spanische Regierung[17]

## Schriften
- Julián Ariza, El precio de la libertad,  Los libros de la catarata, Madrid 2022, ISBN 978-84-1352-461-0